# Snakes & Arrows Live
Snakes & Arrows Live es el nombre del séptimo álbum grabado en directo por la agrupación canadiense de rock progresivo Rush. Fue lanzado al mercado el 15 de abril de 2008 y el material que se puede escuchar en él fue registrado durante las presentaciones que ofreció la banda en el Estadio Ahoy de Róterdam (Países Bajos) los días 16 y 17 de octubre de 2007, durante la primera manga de la gira Snakes & Arrows Tour. Snakes & Arrows Live fue asimismo publicado en video en formatos DVD y Blu-Ray, el 24 de noviembre de 2008.

## Características
Este es el primer álbum en directo de Rush que incluye material nuevo de tan sólo un álbum en estudio de manera específica. Nueve de las 27 pistas son versiones en directo de piezas contenidas en "Snakes & Arrows".

## Contenido
La lista de las canciones que aparecen en este álbum son:
Disco 1
1. "Limelight" (4:48)
2. "Digital Man" (6:57)
3. "Entre Nous" (5:18)
4. "Mission" (5:39)
5. "Freewill" (6:02)
6. "The Main Monkey Business" (6:06)
7. "The Larger Bowl" (4:21)
8. "Secret Touch" (7:45)
9. "Circumstances" (3:47)
10. "Between the Wheels" (6:01)
11. "Dreamline" (5:16)
12. "Far Cry" (5:20)
13. "Workin' Them Angels" (4:49)
14. "Armor and Sword" (6:57)

Disco 2
1. "Spindrift" (5:46)
2. "The Way the Wind Blows" (6:25)
3. "Subdivisions" (5:43)
4. "Natural Science" (8:34)
5. "Witch Hunt" (4:49)
6. "Malignant Narcissism"/"De Slagwerker" (solo de batería) (10:42)
7. "Hope" (2:21)
8. "Distant Early Warning" (4:54)
9. "The Spirit of Radio" (5:03)
10. "Tom Sawyer" (5:49)
11. "One Little Victory" (5:27)
12. "A Passage to Bangkok" (3:57)
13. "YYZ" (5:17)

## Video
Snakes & Arrows Live también fue editado en video y, a diferencia de la versión en audio, contiene además material grabado en directo durante la presentación de la banda el 22 de julio de 2008 en el Encore Park de Atlanta, Georgia (Estados Unidos). La separación de capítulos en la versión DVD es algo diferente:
Disco 1
1. "Limelight" (4:48)
2. "Digital Man" (6:57)
3. "Entre Nous" (5:18)
4. "Mission" (5:39)
5. "Freewill" (6:02)
6. "The Main Monkey Business" (6:06)
7. "The Larger Bowl" (4:21)
8. "Secret Touch" (7:45)
9. "Circumstances" (3:47)
10. "Between the Wheels" (6:01)
11. "Dreamline" (5:16)

Disco 2
1. "Far Cry" (5:20)
2. "Workin' Them Angels" (4:49)
3. "Armor and Sword" (6:57)
4. "Spindrift" (5:46)
5. "The Way the Wind Blows" (6:25)
6. "Subdivisions" (5:43)
7. "Natural Science" (8:34)
8. "Witch Hunt" (4:49)
9. "Malignant Narcissism"/"De Slagwerker" (solo de batería) (10:42)
10. "Hope" (2:21)
11. "Distant Early Warning" (4:54)
12. "The Spirit of Radio" (5:03)
13. "Tom Sawyer" (5:49)
14. Encore: "One Little Victory"/ "A Passage to Bangkok"/ "YYZ" (14:41)

Disco 3 (Grabado en Atlanta)
1. "Ghost of a Chance" (5:20)
2. "Red Barchetta" (7:09)
3. "The Trees" (4:57)
4. "2112: Overture/ The Temples of Syrinx" (6:58)

## Músicos
- Geddy Lee: Voz, Bajo y Sintetizadores
- Alex Lifeson: Guitarras eléctrica y acústica, Mandolina, coros
- Neil Peart: Batería y percusión

- Datos: Q2138573